# Lambel
Pour les articles homonymes, voir Lambel (homonymie).
En héraldique, un lambel est un meuble formé d'un filet horizontal assorti de pendants rectangulaires ou trapézoïdaux, généralement placé en chef. Il est souvent employé comme brisure.

Un lambel.

## Étymologie
Apparu en 1165, le mot « lambel » est en moyen français une forme de « lambeau ». Du francique labba, signifiant « chiffon ».
Il désigne à l'origine le travail de découpage du tissu pour y pratiquer des indentations. On retrouve typiquement ce genre d'ouvrage sur les bords de certains vêtements médiévaux comme les cornettes des chaperons ou les manches des houppelandes.
Il servait également dans les arts décoratifs, voir le motif dit lambrequin, employé surtout dans le style Louis XIV. 

## Aspect
Un lambel est constitué d'une traverse horizontale, souvent nommée fil et orné de pendants rappelant les indentations pratiquées dans les textiles. Les pendants sont le plus fréquemment au nombre de trois. Lorsque ce n'est pas le cas, on a de coutume de le signaler dans le blasonnement.
La forme du lambel a évolué dans le temps. Jusqu'à l'époque moderne, la traverse couvre toute la largeur du champ et les pendants sont rectangulaires et il a souvent gardé cette forme primitive dans l'héraldique britannique.
À partir du XVe siècle, ces derniers ont tendance à s'évaser en bas et deviennent trapézoïdaux. Dans le cours du XVIe siècle, enfin, la traverse a tendance à ne plus toucher les bords de l'écu. De nos jours, les formes médiévales du lambel (avec la traverse couvrant toute la largeur du champ) sont à nouveau à l'honneur.

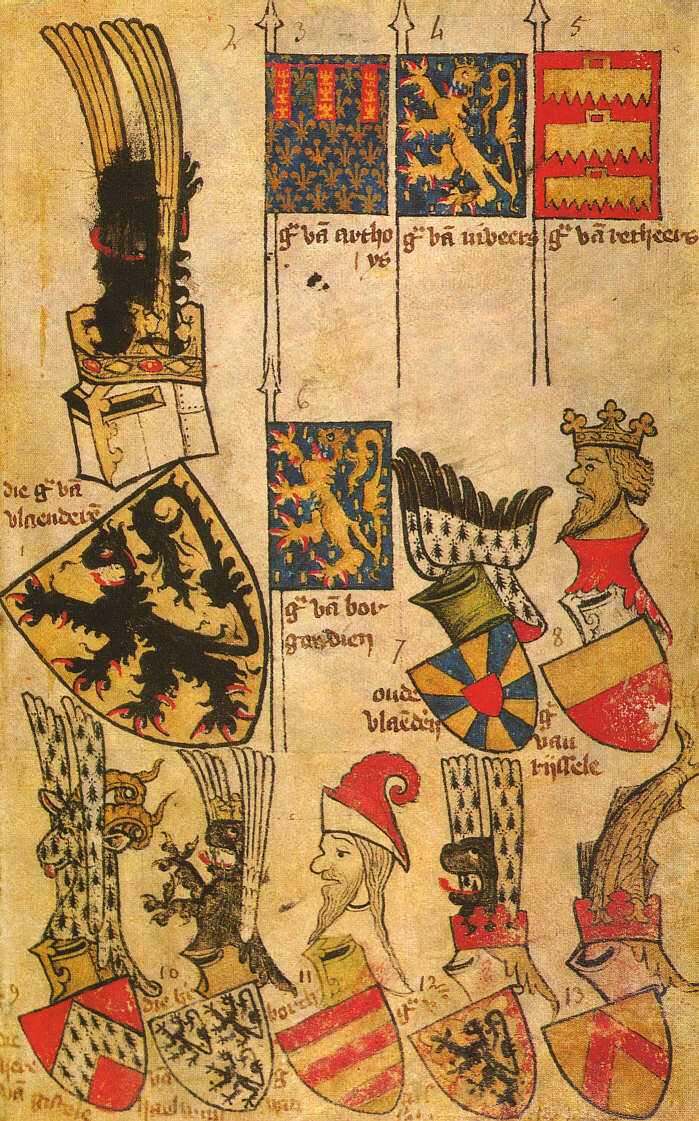
Marche de Flandre dans l'armorial de Gelre. La bannière des comtes d'Artois porte le lambel primitif typique : la traverse couvre tout l'écu et les pendants sont rectangulaires.
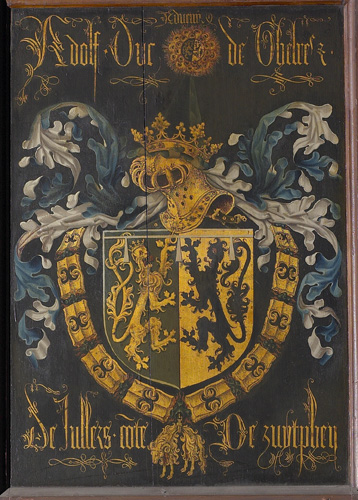
Armes d'Adolphe de Gueldre, peintes par Pierre Coustains au XVe siècle : le lambel touche encore les bords de l'écu mais les pendants sont désormais trapézoïdaux.
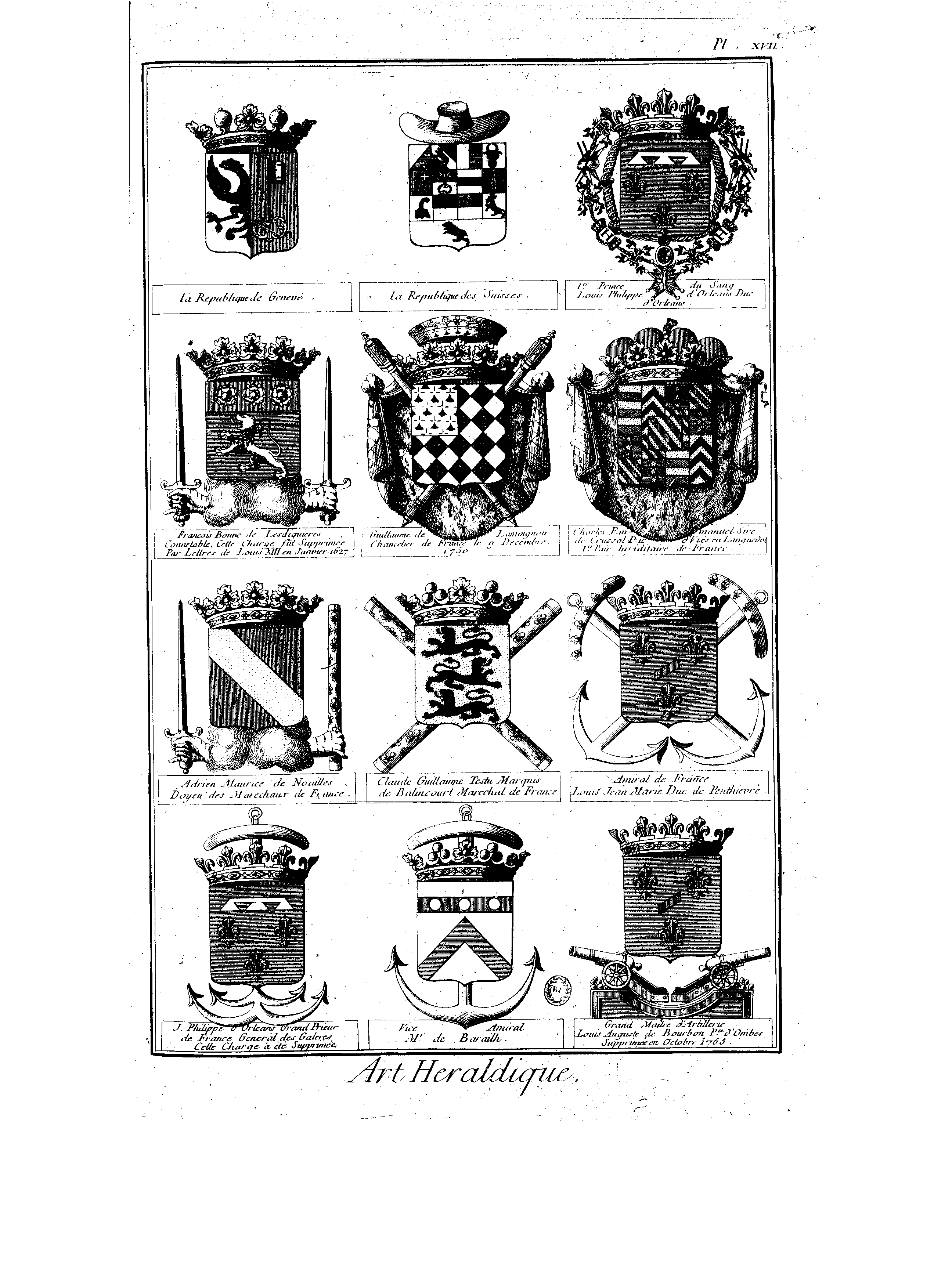
Planche de blasons du XVIIIe siècle dans l’Encyclopédie : les armes de la maison d'Orléans sont représentées deux fois (troisième et dixième blason) avec un lambel tardif, ne touchant plus les bords et aux pendants trapézoïdaux.

## Usage
Le lambel est généralement placé en chef.
Dans certaines traditions, comme en Hollande, on le place néanmoins au centre de l'écu à l'époque moderne. Dans l'héraldique française, une des exceptions est le blason des sires des Beaujeu où le lambel est également placé au milieu de l'écu.
Les érudits du XVIIe siècle ont d'ailleurs pris l'habitude de souligner cette particularité en le disant brochant sur le tout.
Il servait de brisure pour les armes des fils aînés du vivant de leur père, ayant seuls le droit à porter les armes pleines de la famille à titre personnel. À la mort du père, le fils aîné prenant seul possession de l'héritage comprenant les armoiries, le lambel passait sur le blason du fils cadet.
Par la suite, les familles issues de cadets prirent l'habitude de porter le lambel sur leur blason, ce qui en fit la brisure la plus utilisée en France.

## Exemples

Le lambel est la brisure traditionnelle des fils aînés du vivant de leur père (ici, le prince William de Galles).
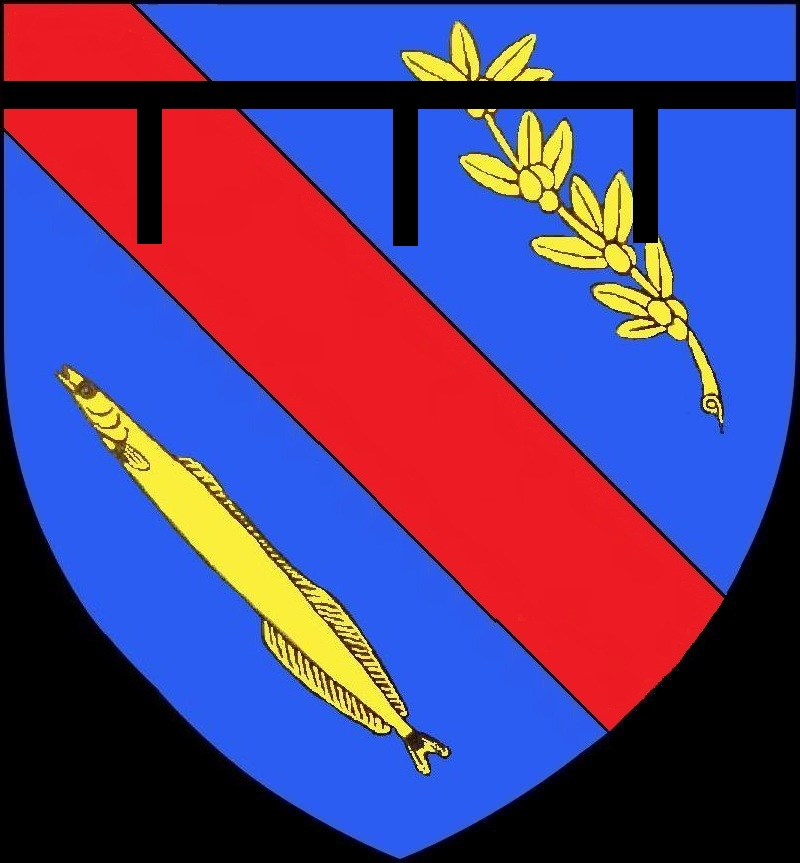
Brisure au lambel de sable de la famille Ciciarelli.
D'azur semé de lys d'or au lambel de gueules. Ce sont les armes de Charles, frère de saint Louis, dernier fils de Louis VIII, brisant par un lambel celles de son père. À travers les nombreuses et prestigieuses alliances de la maison capétienne d'Anjou-Sicile qu'il fonde, ces armes se rencontrent dans toute l'héraldique européenne.
Les sires de Beaujeu : D'or, au lion de sable armé et lampassé de gueules, au lambel de cinq pendants de gueules, brochant sur le lion.
Blason de la commune belge de Rethy.